# Ulrich Fabri
Ulrich Fabri (* um 1494 in Dornbirn; † 1544 in Wien), Humanist, Dichter, Autor und Arzt, war der Sohn eines Schmiedes, der in der Parzelle Steinebach in Dornbirn lebte und arbeitete. Ulrich Fabri nannte sich auch Udalricus Fabri und Ulrich Faber Rhaetus und ähnlich, um darauf hinzuweisen, dass er aus der alten römischen Provinz Raetia (=Rhaetus) stammt (korrekt aus einem Teil davon, aus Vorarlberg). Bereits der von ihm gewählte Nachname „Fabri“ ist eine Latinisierung (Traduktionym) des Berufsnamens Schmied (lat.: faber = Arbeiter, Handwerker, Künstler, Schmied, Schlosser).

## Leben
Er begann 1511 seine Studien in Wien und war dort in den Matrikeln als Ulricius Fabri Torenburengensis eingetragen. Kurze Zeit war er in Klosterneuburg als Lehrer tätig. Er erwarb in weiterer Folge 1519 die akademischen Grade eines Magister der Philosophie und 1524 Doktor der Medizin. Er wurde an der Universität Wien viermal Rektor (siehe auch: Liste der Rektoren der Universität Wien) und nach 1531 mehrfach Dekan.
Fabri war Hauslehrer des Sohnes des Johannes Cuspinian in dessen 1510 erbauten Haus zum steinernen Rössel in der Singerstrasse in Wien.
Seine literarische Hauptschaffensperiode lag in den Jahren 1516 bis 1520/1524, in denen er vielfach publizistisch in Erscheinung tritt.

## Gedenken
In seiner Geburtsstadt Dornbirn wurde Ulrich Fabri durch die Benennung einer Straße, der Ulrich-Fabri-Straße, im Ortsteil Haselstauden gedacht.

## Werke
Die hier angeführten Titel sind nur eine Auswahl:
- Basilii Magni Caesariensis Episcopi singularis eruditionis libellus de ueterum scriptorum & praesertim poetaru[m] libris, & an christiano homini eos manibus attrectare, legittimeq[ue] euoluere co[n]ueniat. Wien 1518.
- Udalrici Fabri aelogia cui nomen argos seu klauthmos boterikos : id est, fletus pastoralis, de morte Maximiliani caesaris cunctis mortalibus graviter nec unius pie deploranda. Wien 1519, Volltext online.
- Epicedion siue Naenia funebris in obitum Rudolphi Agricolae, poetae et oratoris a Caesare coronati, Cracouiae anno 1521 per Huldrichu[m] Fabri Rhetu[m] exte[m]pore concinnata [...] 1521, Druck: Hieronymus Vietor, Google Books.
- De multo omnium saluberrima Christi seruatoris nostri resurrectione, ad reverendiss. in Christo patrem ... D. Petrum Episcopum Tergestinum, administratorem Viennen. & illustrissimi Hispania principis, archiducis Austriae & c. magnum Cancellarium & c. ; carmen Udalrichi Fabri Rheti protrepticon ad laeticiam. ...  Wien 1523.
- Vlderlichi Fabri Rheti Carmen de iucundissima dominicae Resurrectio[n]is festiuitate : quo no[n] ociosa inferor. iudaicaeq[ue] in humani generis seruatore[m] inuidiae descriptio habetur. Wien 1524.

Gemeinsam mit anderen:
- Maffeo Vegio, Udalricus Fabri (und weitere): Maphei Vegij Laudensis poete et Oratoris praeclari Dialogus tum festiuus tum elegans, nec no[n] summa ingenii solertia atq[ue] industria [con]cinnatus, mores, uitamq[ue] hominu[m] certe peruersam complectens, cui nomen Philalethes. Wien 1516.